# Ciclismo nos Jogos Europeus de 2015 - Cross-country feminino
A competição feminina de cross-country do ciclismo nos Jogos Europeus de 2015, em Baku, ocorreu no dia 13 de junho.

## Calendário
Horário de verão do Azerbaijão (UTC+5).
| Data        | Horário | Fase  |
| ----------- | ------- | ----- |
| 13 de junho | 12:00   | Final |

## Medalhistas
| Ouro   | SUI Jolanda Neff       |
| Prata  | SUI Kathrin Stirnemann |
| Bronze | POL Maja Włoszczowska  |

## Resultado
| Pos.              | Atleta             | Nação          | Tempo   |
| ----------------- | ------------------ | -------------- | ------- |
| Medalha de ouro   | Jolanda Neff       | SUI Suíça      | 1:31:05 |
| Medalha de prata  | Kathrin Stirnemann | SUI Suíça      | 1:33:08 |
| Medalha de bronze | Maja Włoszczowska  | POL Polônia    | 1:33:13 |
| 4                 | Eva Lechner        | ITA Itália     | 1:35:08 |
| 5                 | Linda Indergand    | SUI Suíça      | 1:35:16 |
| 6                 | Blaža Klemenčič    | SLO Eslovênia  | 1:35:29 |
| 7                 | Yana Belomoyna     | UKR Ucrânia    | 1:35:47 |
| 8                 | Jenny Rissveds     | SWE Suécia     | 1:36:22 |
| 9                 | Monika Żur         | POL Polônia    | 1:37:23 |
| 10                | Tereza Huříková    | CZE Chéquia    | 1:37:31 |
| 11                | Margot Moschetti   | FRA França     | 1:38:24 |
| 12                | Lisa Mitterbauer   | AUT Áustria    | 1:39:07 |
| 13                | Barbora Průdková   | CZE Chéquia    | 1:39:56 |
| 14                | Tina Perse         | SLO Eslovênia  | 1:40:01 |
| 15                | Paula Gorycka      | POL Polônia    | 1:41:11 |
| 16                | Ekaterina Anoshina | RUS Rússia     | 1:42:33 |
| 17                | Perrine Clauzel    | FRA França     | 1:43:02 |
| 18                | Lisa Rabensteiner  | ITA Itália     | 1:44:45 |
| 19                | Jovana Crnogorac   | SRB Sérvia     | LAP     |
| 20                | Maaris Meier       | EST Estônia    | LAP     |
| 21                | Andrea Kirisic     | CRO Croácia    | LAP     |
| 22                | Sonja Kallio       | FIN Finlândia  | LAP     |
| 23                | Joana Monteiro     | POR Portugal   | LAP     |
| 24                | Esra Kurkcu        | TUR Turquia    | LAP     |
| 25                | Danai Stroumpouli  | GRE Grécia     | LAP     |
|                   | Ulfet Nazarli      | AZE Azerbaijão | DNF     |
| Fonte: Baku 2015  |                    |                |         |